# Saint-Goazec
Saint-Goazec è un comune francese di 709 abitanti situato nel dipartimento del Finistère nella regione della Bretagna.
Nel territorio comunale ha la sua sorgente il fiume Odet.

## Monumenti e luoghi d'interesse

### Architetture civili
- Castello di Trévarez (1893-1907/1908)[2][3]

## Società

### Evoluzione demografica
Abitanti censiti